# Youth crew
Youth crew (['ju:θ kru:]) — поджанр хардкор-панка, который был особо популярным примерно с 1986 по 1990 годы в основном в Нью-Йорке и, в меньшей степени, в Лос-Анджелесе. Звук в значительной мере был определён небольшим количеством значимых релизов Revelation Records, включая Youth of Today, Gorilla Biscuits, Bold и Chain Of Strength.
К середине 1980-х идеология стрейт-эдж теряла популярность, а хардкоровую долбёжку можно было чаще услышать в творчестве трэш-металлистов, чем панков. Но в ходе истории все идет по кругу, и новая, вторая волна хардкора была не за горами.
Ключевыми фигурами хардкора конца 1980-х считаются ребята из группы Youth of Today — вокалист Рэй Каппо и гитарист Джон Порселл. «Я вне панка. Я в жесткой музыке с позитивной идеей». Так писал Рэй в своём дневнике.

## Образ жизни
В отличие от ранних хардкор-групп, многие youth crew-кидс считали себя отдельными от панк-рока, позиционируя себя как контркультуру внутри контркультуры.
Они также отказались от «live fast, die young» модели панка и придерживались более позитивного образа жизни, поддерживая стрейт-эдж и вегетарианство.
Youth Сrew — это тусовка «sxe»-ребят вокруг какой-нибудь хардкор группы, всячески поддерживающая её, а также пропагандирующая свои идеалы и принципы. На музыке это отражается мощными хоровыми подпевками или выкриками в ключевых местах (сингалонги). Сам же Youth Crew hardcore стал более агрессивным и жестким, чем предшествующие ему жанры панк-музыки, быстрые куски сменяются более медленными, качающими моментами.

## Внешний вид
В отличие от своих предшественников, хардкор-панков первой волны, у youth crew хардкорщиков был более спортивный стиль одежды: бейсбольные куртки, толстовки с капюшонами фирмы Champion, бейсболки, джинсы-бананы (кверху широкие, книзу зауженные), камуфляжные шорты, баскетбольная обувь брендов: nike, adidas

## Расцвет
1988 год считается годом расцвета Youth crew вообще и Нью-Йоркского straight edge хардкора в частности. Употребление числа 88 в Youth Crew Hardcore кругах означает упоминание 1988 года, что не имеет ничего общего с использованием этих цифр неонацистскими группировками.
С началом 90-х звучание хардкор групп все чаще обретало элементы метал музыки, утяжелялось и замедлялось (эта тенденция упомянута в песне "New Direction" Gorilla Biscuits: "I'll tell you stage dives make me feel more alive than coded messages in slowed down songs"). Таким образом, на смену Youth Crew пришла новая волна под названием New School Hardcore. В первой половине 90-х наблюдалось доминирование нового звука.

## Возрождение
В 1996-1997 годах произошло возрождение жанра, благодаря таким группам как In My Eyes, Ten Yard Fight, Floorpunch, Better Than a Thousand. Привнеся в Youth Crew хардкор больше мелодики, «revival» группы оказали большое влияние на жанр, известный в 00-х годах под названием мелодик-хардкор, к которому причисляли Champion, Go It Alone, Have Heart, а позже Miles Away, Defeater и др.

## Наши дни
К началу 2010-х Youth Crew оставался достаточно популярным поджанром хардкор музыки, благодаря таким группам, как The First Step, Get The Most, Mindset в США, Common Cause и True Colors, в Европе. С 2008 года нидерландский лейбл Positive and Focused Records ежегодно выпускает сборник с песнями Youth Crew групп со всего мира, среди которых были Rearranged из России и Clearsight из Украины.